# Teoría de la credibilidad
La teoría de la credibilidad es un enfoque estadístico dentro de la ciencia actuarial que permite ajustar las primas de seguros considerando tanto la experiencia individual de siniestralidad como la experiencia colectiva de un grupo de asegurados. El objetivo principal es establecer una tarifa de seguro justa y precisa, basándose en una combinación ponderada de ambas fuentes de información, optimizando así la relación entre el riesgo y el precio de la prima.
Este método es ampliamente utilizado en la industria aseguradora, especialmente en los seguros de salud, vida y automóviles, donde la personalización de primas resulta crucial para mantener la competitividad y la sostenibilidad financiera.

### Historia y desarrollo
La teoría de la credibilidad fue introducida a principios del siglo XX, con Albert Whitney (1918) como uno de los pioneros. Whitney propuso un método simple para combinar la experiencia individual y colectiva en el cálculo de primas, sentando las bases para lo que posteriormente sería una teoría mucho más robusta. 
En los años 1960, Herbert Buhlmann expandió significativamente el campo al desarrollar el modelo de credibilidad de Buhlmann, que proporcionó una estructura matemática rigurosa y aplicó conceptos de la estadística bayesiana. Este modelo facilitó el uso de métodos probabilísticos en la tarificación de seguros y consolidó la teoría de la credibilidad como una herramienta esencial en el ámbito actuarial.

### Conceptos fundamentales

#### Prima individual y colectiva
- La prima individual es la tarifa calculada basándose exclusivamente en la experiencia de siniestralidad de un asegurado en particular.
- La prima colectiva representa el promedio de siniestralidad de un grupo de asegurados con características similares.

#### Factor de credibilidad
El factor de credibilidad (denotado como {\displaystyle Z}) es un valor que varía entre 0 y 1 y determina el peso que se le da a la experiencia individual frente a la experiencia colectiva en el cálculo de la prima ajustada. Cuando el valor de {\displaystyle Z} es cercano a 1, se otorga más peso a la experiencia individual; cuando es cercano a 0, se da preferencia a la experiencia colectiva. 

#### Modelo de Buhlmann
El modelo de Buhlmann es uno de los enfoques más utilizados en la teoría de credibilidad. La fórmula para calcular el factor de credibilidad es la siguiente: 
{\displaystyle Z={\frac {n}{n+{\frac {S^{2}}{a}}}}}
donde:
- {\displaystyle n} representa el número de años de observación o experiencia individual
- {\displaystyle S^{2}} es la varianza de la siniestralidad dentro del grupo
- {\displaystyle a} es un parámetro que mide la heterogeneidad de la cartera de seguros.

Este modelo permite ajustar el peso asignado a la experiencia individual y la colectiva según la disponibilidad y precisión de los datos de siniestralidad.

### Ilustración del factor de credibilidad
El factor de credibilidad {\displaystyle Z} varía en función del número de observaciones {\displaystyle n}, la varianza de la siniestralidad {\displaystyle S^{2}}, y el parámetro de heterogeneidad {\displaystyle a}. A continuación se muestra cómo aumenta el peso de la experiencia individual al incrementarse {\displaystyle n}.

### Comparación de primas con diferentes factores de credibilidad
Este gráfico muestra cómo cambian las primas ajustadas con distintos valores de {\displaystyle Z}. Valores altos de {\displaystyle Z} (cercanos a 1) dan mayor peso a la experiencia individual, mientras que valores bajos (cercanos  0) prefieren la experiencia colectiva. 

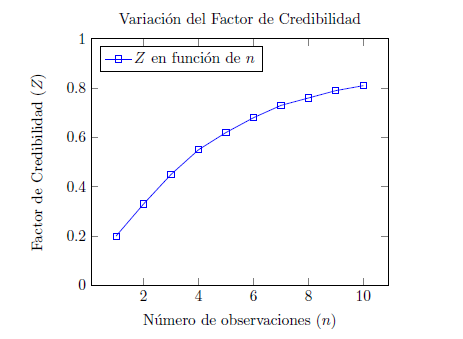
Variación del factor de credibilidad en función del número de observaciones

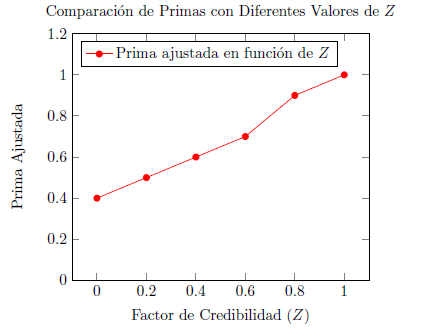
Comparación de primas ajustadas con distintos factores de credibilidad.

### Esquema del Modelo de Buhlmann
El modelo de Buhlmann combina la experiencia individual y colectiva para ajustar la prima. En el siguiente diagrama, se muestra el flujo del cálculo: 

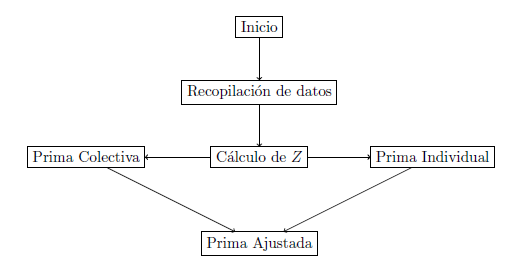
Esquema del cálculo de la prima ajustada en el modelo de Buhlmann.

### Aplicaciones enseguros
La teoría de credibilidad es fundamental en la tarificación de seguros en diversas ramas, tales como:
1. Seguros en automóviles: En sistemas como el bonus-malus, las primas se ajustan dinámicamente en función del historial de siniestralidad del asegurado. Un asegurado con un historial limpio puede recibir un descuento (bonus), mientras que uno con múltiples reclamaciones puede enfrentar un aumento en la prima (malus).
2. Seguros de salud y vida: Las aseguradoras pueden ofrecer tarifas personalizadas basadas en la experiencia individual y colectiva, optimizando así la relación riesgo. beneficio y promoviendo la competencia en el mercado.
3. Reaseguro: En el reaseguro, la teoría de la credibilidad permite calcular las primas de riesgo ajustadas para contratos de reaseguro, donde se combinan datos históricos de diferentes asegurados para obtener un promedio representativo.

### Modelos avanzados en credibilidad
Además del modelo de Buhlmann, se han desarrollado modelos avanzados, tales como: 
- Modelo de Buhlmann - Straub: Una extensión del modelo de Buhlmann que incluye la variabilidad en el número de siniestros reportados, permitiendo una estimación más precisa en casos de datos heterogéneos.
- Teoría de Credibilidad Bayesiana: Este enfoque utiliza métodos probabilísticos bayesianos para ajustar las primas conforme se obtiene nueva información. Es particularmente útil en situaciones de alta incertidumbre o con poca información histórica disponible.

### Limitaciones y desafíos
Aunque la teoría de credibilidad es una herramienta poderosa, presenta algunas limitaciones, entre ellas: 
- Dependencia de datos históricos: Los modelos requieren una cantidad considerable de datos históricos de siniestralidad para obtener resultados precisos. Esto puede ser un problema en carteras con poca información disponible.
- Suposiciones de homogeneidad: La teoría de credibilidad asume cierta homogeneidad en la cartera de seguros, lo que puede no aplicarse en mercados con alta diversidad de riesgos.

La teoría de credibilidad se ha convertido en una herramienta estadística esencial para la ciencia actuarial, proporcionando un enfoque balanceado entre la experiencia individual y la colectiva en la tarificación de seguros. Con el tiempo, los modelos de credibilidad han evolucionado para incorporar técnicas avanzadas, como el análisis bayesiano, permitiendo a las aseguradoras mejorar la precisión y justicia de las primas.